# Anna Maria Alfreðsdóttir
Anna Maria Alfreðsdóttir (26 de marzo de 2003) es una deportista islandesa que compite en tiro con arco, en la modalidad de arco compuesto. Ganó dos medallas de bronce en los Campeonato Europeo de Tiro con Arco en Sala, en los años 2024 y 2025.

## Palmarés internacional
| Campeonato Europeo en Sala | Campeonato Europeo en Sala | Campeonato Europeo en Sala | Campeonato Europeo en Sala |
| Año                        | Lugar                      | Medalla                    | Prueba                     |
| -------------------------- | -------------------------- | -------------------------- | -------------------------- |
| 2024                       | Varaždin (Croacia)         | Medalla de bronce          | Equipo                     |
| 2025                       | Samsun (Turquía)           | Medalla de bronce          | Equipo                     |